# Płoniec
Płoniec (niem. Plautzenberg lub Plautzen Berg, cz. Hraniční vrch) (771 m n.p.m.) – wzniesienie w Sudetach Środkowych, w Górach Kamiennych, w środkowej części pasma Gór Suchych.

## Położenie
Płoniec położony jest na południowy zachód od miejscowości Głuszyca, pomiędzy Ruprechtickim Szpiczakiem a Kościelcem. Mylony jest z Širokým vrchem, który nie ma polskiej nazwy.
Płoniec zbudowany jest z permskich porfirów kwarcowych (trachitów), należących do północnego skrzydła niecki śródsudeckiej.
Porastają go dolnoreglowe lasy świerkowe. Czeska, południowa część wzniesienia znajduje się w Obszarze Chronionego Krajobrazu Broumovsko.

## Turystyka
Szlaki turystyczne:
- zielony – z Tłumaczowa do Golińska prowadzi przez wierzchołek góry.